# Ясуока Шотаро
Ясуока Шотаро (на японски: 安岡 章太郎 Yasuoka Shōtarō) е японски писател на произведения в жанра драма и пътепис. Член е на неформалната японска литературна група „Daisan no Shinjin“ (трето поколение).

## Биография и творчество
Ясуока Шотаро е роден на 30 май 1920 г. в Кочи, Япония. Детството му е нестабилно и с чести промени на местоживеенето, последно в Токио, тъй като баща му е назначен като ветеринарен лекар в армията. По време на средното си образование, заради лоши оценки е изпратен в будистки храм в периода 1934 – 1936 г. Там е подложен на строга монашеска дисциплина, но поради лошите условия се разболява от плеврит и се прибира в Токио.
След завършване на средното си образование кандидатства в университета, но не е приет. В следващите години работи на временни места и се сближава с бохемска компания, а спомените му от този период впоследствие намират място в произведенията му.
През април 1941 г. започва подготвителен курс във Филологическия факултет на Университета „Кейо“, който започва да посещава редовно едва от втория семестър. Заедно със състуденти той създава и започва да редактира литературно списание, публикувано със собствени усилия, където през същата година е публикувано първото му произведение, имитиращо исторически истории.
През 1944 г. е мобилизиран за участие в Тихоокеанската война и е изпратен в Манджурия. След година се завръща в Япония, страдайки от гръбначна туберкулоза. Тъй като къщата му в Токио е изгорена по време на едно от въздушните нападения, той се установява във Фуджисава и работи към окупационната армия, за да не гладува. Баща му също е демобилизиран и семейството изпада в тежко положение до 1947 г. когато Ясуока успява да намери работа към семейство от американската армия в Токио.
Той обучението си в катедрата по английска литература във Филологическия факултет в Университета „Кейо“ и завършва през 1948 г. По време на обучението си той все още е много тежко физическо и психическо състояние, но опитва да продължи активния си живот носейки корсет. Контактува с други начинаещи писатели, сред които Джуносуке Йошиюки и Хироюки Агава. Започва да пише романи и през 1948 г. завършва първия си ръкопис.
През 1949 г. заради влошеното си здраве се връща у дома във Фуджисава и възползвайки се от подобрението в края на годината започва да пише отново разкази. През 1950 г. става преводач в текстилна компания.
През 1951 г. е публикуван първия му разказ „ガラスの靴 Garasu no kutsu“ (Кристална обувка), който привлича вниманието на критиката. След него той започва да работи и публикува редовно и да води самостоятелен живот, след като родителите му се връщат в Коти.
През 1953 г. е издадена книгата му „悪い仲間 Warui nakama“ (Лоша компания), която е удостоена с наградата „Акутагава“. След успеха на творбата той напуска работата си и се посвещава на писателската си кариера.
Окончателно се възстановява от заболяването си през 1954 г. и през същата година се жени. През 1957 г. умира майка му, а той пише автобиографичния роман „海辺の光景 Kaihen no kōkei“ (Морски пейзаж), който му носи широко признание и е удостоен с наградата „Нома“.
През 60-те и 70-те години той многократно посещава чужди страни, включително САЩ по програма на Рокфелеровата фондация, и африканските страни. Това го насочва и към жанра на пътеписа съчетано с неговия характерен автобиографичен стил.
През 2001 г. е награден с Орден за култура за изключителния му принос в развитието на японското изкуство.
Ясуока Шотаро умира на 26 януари 2013 г. в Токио, Япония.

## Произведения
- ガラスの靴 Garasu no kutsu (1951)
- 愛玩 Aigan (1952)
- 悪い仲間 Warui nakama (1953) – награда „Акутагава“
- 青馬館 Aoumakan (1955)
- 二つの顔 Futatsu no kao (1958)
- 海辺の光景 Kaihen no kōkei (1959) – награда „Нома“ и награда на Министерството на образованието
- やって来た連中 Yatekita renchū (1961)
- いざこざ手帳 Izakoza techū (1961)
- アメリカ感情旅行 Amerika kanjō ryokō (1962)
- 花祭 Hanamatsuri (1962)
- ちえかします Chiekasemasu (1963)
- ソビエト感情旅行 Sobieto kanjō ryokō (1964)
- 映画の感情教育 Eiga no kanjōkyōiku (1964)
- ああいえばこういう 感情的文明論 Aaieba kō iu kanjōteki bunmei-ron (1966)
- 走れトマホーク Hashire tomahōku (1972)
- へそまがりの思想 Hesomagari no shisō (1973)
- なまけものの思想 Namake mono no shisō (1973)
- 戦争と青春 Sensō to seijun (1974)
- ドン・キホーテと軍神 Don Quichote to gunshin (1975)
- われわれはなぜ書くか Wareware wa naze kaku ka (1975)
- 自選作家の旅 Jisen sakka no tabi (1976)
- ヨーロッパやきもの旅行 Yōroppa yakimono ryokō (1976)
- 作家はどう発言するか Sakka wa dō hatsugensuru ka (1977)
- 流離譚 Ryūritan (1981)
- 僕の昭和史Boku no Shōwa-shi 1 – 3 (1984) – награда „Нома“
- 僕の東京地図 Boku no Tōkyō chizu (1985)
- 伯父の墓地 Oji no bochi (1991) – награда „Кавабата-Ясунари“
- 果てもない道中記 Hate mo nai dōchūki (1995) – награда „Йомимури“
- 鏡川 Kagamigawa (2000) – награда „Осараги-Джиро“
- 文化功労者, Bunka Kōrōsha (2001)